# NGC 1427A
NGC 1427A是天爐座的一個棒型不規則星系。天文學家以球狀星團光度方程式計算出該星系的距离模数31.01 ± 0.21，即距離地球約5200萬光年。NGC 1427A是天爐座星系團的成員星系中亮度最高的矮不規則星系，並且是該星系團中心的星系NGC 1399的前景星系。

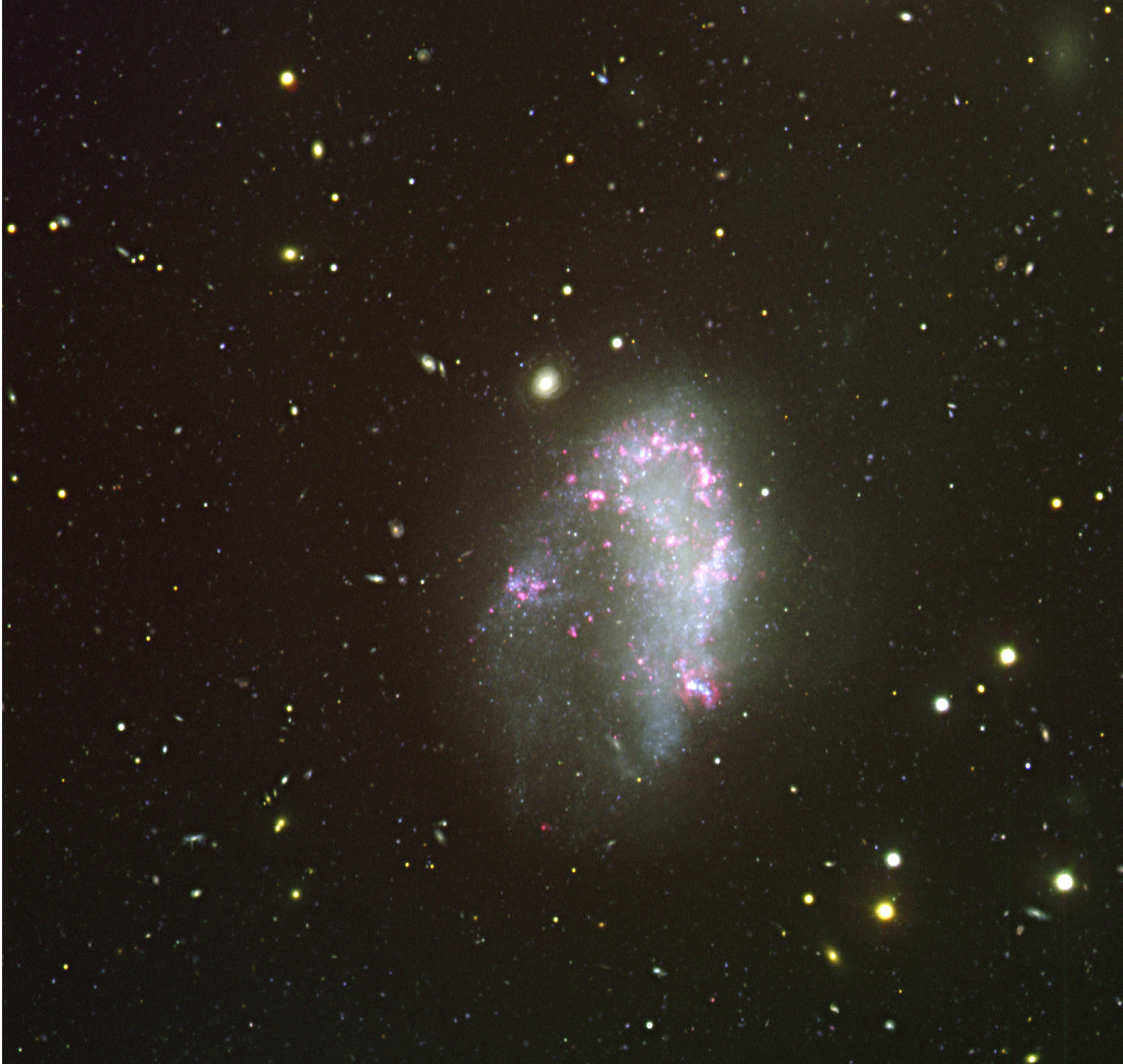
不規則星系NGC 1427A。欧洲南方天文台拍攝

## 外部連結
- NASA Astronomy Picture of the Day: NGC 1427A: Galaxy in Motion (4 March 2005)（页面存档备份，存于）

 维基共享资源上的相關多媒體資源：NGC 1427A
- NED – NGC 1427A
- SEDS – NGC 1427A
- SIMBAD – NGC 1427A
- VizieR – NGC 1427A